# George Follmer
George Richard Follmer (* 27. Januar 1934 in Phoenix) ist ein ehemaliger US-amerikanischer Automobilrennfahrer.

## Karriere
Follmer war in den frühen 1970er-Jahren ein Porsche-917-Rennfahrer, der zumeist in den USA startete, aber auch in Europa an der Interserie teilnahm. 1972 wurde er mit einem Porsche 917/10 für das Penske Racing Team CanAm-Meister, 1974 hinter seinem Teamkollegen Jackie Oliver mit einem Shadow DN4A-Chevrolet Zweiter.

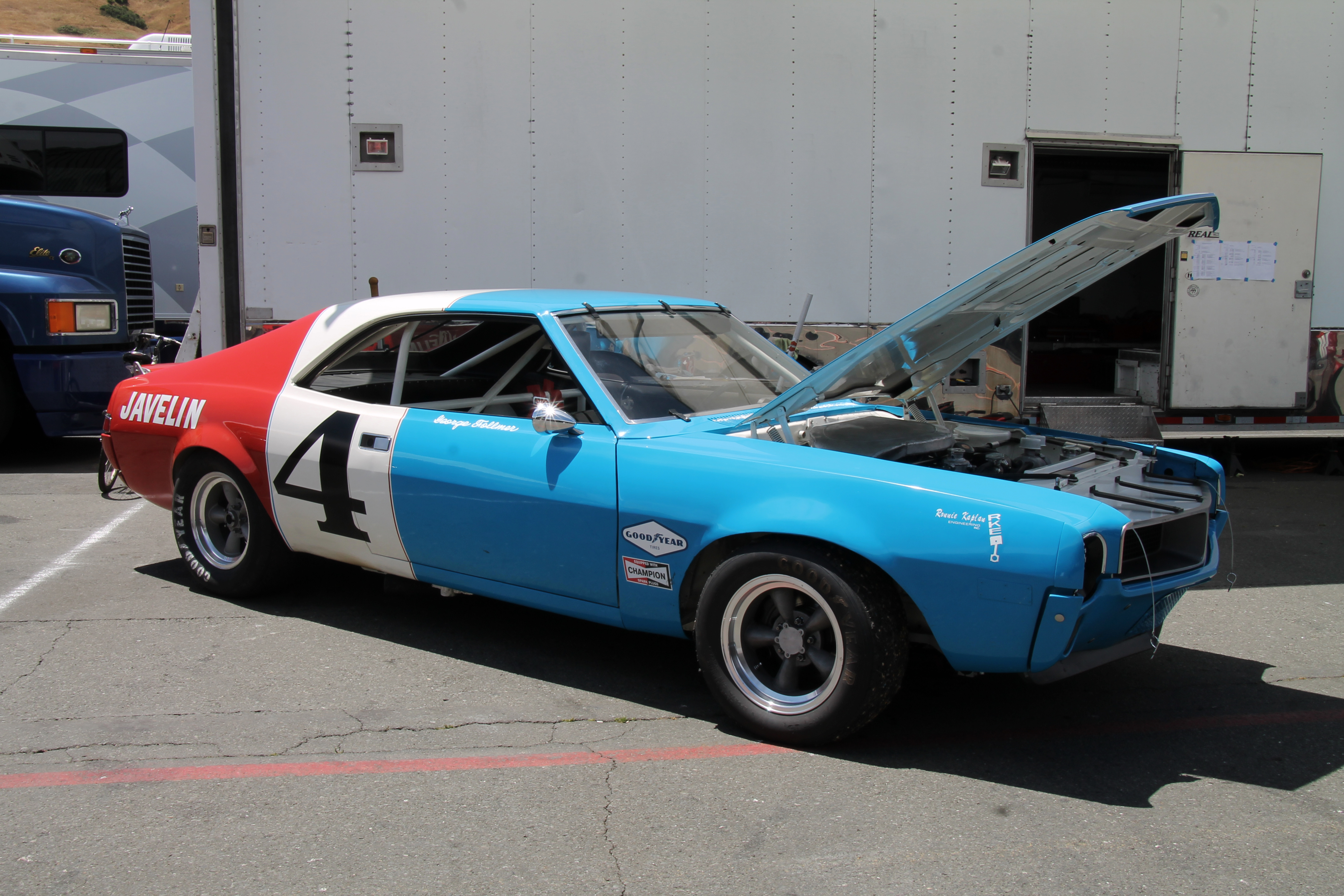
Follmers 1968er AMC Javelin

In der Saison 1973 startete Follmer als fast 40-Jähriger zwölf Mal in Formel-1-Rennen für das Team Shadow. Seine beste Platzierung war der dritte Rang beim Großen Preis von Spanien. Insgesamt erzielte er fünf WM-Punkte.
In den USA hat er an fast allen Rennserien teilgenommen und auch mehrfach die Indianapolis 500 bestritten. Er galt damals als Lebemann und war bis in die 1980er-Jahre Testfahrer für die International Race of Champions Series. 1999 wurde er in die Motorsports Hall of Fame of America aufgenommen, in der bedeutende US-amerikanischen Rennfahrer versammelt sind.

## Statistik

### Statistik in der Automobil-Weltmeisterschaft

#### Einzelergebnisse
| Saison | 1 | 2 | 3 | 4   | 5   | 6  | 7   | 8   | 9  | 10  | 11  | 12 | 13 | 14 | 15 |
| ------ | - | - | - | --- | --- | -- | --- | --- | -- | --- | --- | -- | -- | -- | -- |
| 1973   |   |   |   |     |     |    |     |     |    |     |     |    |    |    |    |
|        |   | 6 | 3 | DNF | DNS | 14 | DNF | DNF | 10 | DNF | DNF | 10 | 17 | 14 |    |

| Legende  | Legende            | Legende                                                          |
| Farbe    | Abkürzung          | Bedeutung                                                        |
| -------- | ------------------ | ---------------------------------------------------------------- |
| Gold     | –                  | Sieg                                                             |
| Silber   | –                  | 2. Platz                                                         |
| Bronze   | –                  | 3. Platz                                                         |
| Grün     | –                  | Platzierung in den Punkten                                       |
| Blau     | –                  | Klassifiziert außerhalb der Punkteränge                          |
| Violett  | DNF                | Rennen nicht beendet (did not finish)                            |
| Violett  | NC                 | nicht klassifiziert (not classified)                             |
| Rot      | DNQ                | nicht qualifiziert (did not qualify)                             |
| Rot      | DNPQ               | in Vorqualifikation gescheitert (did not pre-qualify)            |
| Schwarz  | DSQ                | disqualifiziert (disqualified)                                   |
| Weiß     | DNS                | nicht am Start (did not start)                                   |
| Weiß     | WD                 | zurückgezogen (withdrawn)                                        |
| Hellblau | PO                 | nur am Training teilgenommen (practiced only)                    |
| Hellblau | TD                 | Freitags-Testfahrer (test driver)                                |
| ohne     | DNP                | nicht am Training teilgenommen (did not practice)                |
| ohne     | INJ                | verletzt oder krank (injured)                                    |
| ohne     | EX                 | ausgeschlossen (excluded)                                        |
| ohne     | DNA                | nicht erschienen (did not arrive)                                |
| ohne     | C                  | Rennen abgesagt (cancelled)                                      |
| ohne     | keine WM-Teilnahme |                                                                  |
| sonstige | P/fett             | Pole-Position                                                    |
| sonstige | 1/2/3/4/5/6/7/8    | Punktplatzierung im Sprint-/Qualifikationsrennen                 |
| sonstige | SR/kursiv          | Schnellste Rennrunde                                             |
| sonstige | *                  | nicht im Ziel, aufgrund der zurückgelegten Distanz aber gewertet |
| sonstige | ()                 | Streichresultate                                                 |
| sonstige | unterstrichen      | Führender in der Gesamtwertung                                   |

### Le-Mans-Ergebnisse
| Jahr | Team                       | Fahrzeug          | Teamkollege  | Teamkollege   | Platzierung | Ausfallgrund |
| ---- | -------------------------- | ----------------- | ------------ | ------------- | ----------- | ------------ |
| 1966 | North American Racing Team | Ferrari Dino 206S | Charlie Kolb |               | Ausfall     | Motorschaden |
| 1986 | Joest Racing               | Porsche 956       | John Morton  | Kenper Miller | Rang 3      |              |

### Sebring-Ergebnisse
| Jahr | Team                | Fahrzeug        | Teamkollege | Teamkollege | Platzierung            | Ausfallgrund |
| ---- | ------------------- | --------------- | ----------- | ----------- | ---------------------- | ------------ |
| 1966 | Porsche Germany     | Porsche 904 GTS | Peter Gregg |             | Rang 7 und Klassensieg |              |
| 1968 | Javelin Racing Team | AMC Javelin     | Jerry Grant | Skip Scott  | Ausfall                | Motorschaden |

### Einzelergebnisse in der Sportwagen-Weltmeisterschaft
| Saison | Team                                 | Rennwagen                                   | 1   | 2   | 3   | 4   | 5   | 6   | 7   | 8   | 9   | 10  | 11  | 12  | 13  | 14  | 15  | 16  | 17  |
| ------ | ------------------------------------ | ------------------------------------------- | --- | --- | --- | --- | --- | --- | --- | --- | --- | --- | --- | --- | --- | --- | --- | --- | --- |
| 1966   | NART Porsche                         | Ferrari 250LM Porsche 904 Ferrari Dino 206S | DAY | SEB | MON | TAR | SPA | NÜR | LEM | MUG | CCE | HOK | SIM | NÜR | ZEL |     |     |     |     |
| 1966   | NART Porsche                         | Ferrari 250LM Porsche 904 Ferrari Dino 206S | DNF | 7   |     |     |     |     | DNF |     |     |     |     |     |     |     |     |     |     |
| 1968   | Shelby Racing Javelin Racing Porsche | Ford Mustang AMC Javelin Porsche 908        | DAY | SEB | BRH | MON | TAR | NÜR | SPA | WAT | ZEL | LEM |     |     |     |     |     |     |     |
| 1968   | Shelby Racing Javelin Racing Porsche | Ford Mustang AMC Javelin Porsche 908        | DNF | DNF |     |     |     |     |     | DNF |     |     |     |     |     |     |     |     |     |
| 1973   | Penske Racing Porsche                | Porsche Carrera RSR                         | DAY | VAL | DIJ | MON | SPA | TAR | NÜR | LEM | ZEL | WAT |     |     |     |     |     |     |     |
| 1973   | Penske Racing Porsche                | Porsche Carrera RSR                         | DNF | 7   |     | DNF | 10  |     | DNF |     |     | 6   |     |     |     |     |     |     |     |
| 1974   | Hurtig Team                          | BMW 3.0 CSL                                 | MON | SPA | NÜR | IMO | LEM | ZEL | WAT | LEC | BRH | KYA |     |     |     |     |     |     |     |
| 1974   | Hurtig Team                          | BMW 3.0 CSL                                 |     |     |     | DNF |     |     |     |     |     |     |     |     |     |     |     |     |     |
| 1976   | Vasek Polak Racing                   | Porsche 934                                 | MUG | VAL | NÜR | MON | SIL | IMO | NÜR | ZEL | PER | WAT | MOS | DIJ | DIJ | SAL |     |     |     |
| 1976   | Vasek Polak Racing                   | Porsche 934                                 |     |     |     |     |     |     | 10  |     |     |     |     |     |     |     |     |     |     |
| 1977   | Interscope Racing Vasek Polak Racing | Porsche Carrera RSR Porsche 935             | DAY | MUG | DIJ | MON | SIL | NÜR | VAL | PER | WAT | EST | LEC | MOS | IMO | SAL | BRH | HOK | VAL |
| 1977   | Interscope Racing Vasek Polak Racing | Porsche Carrera RSR Porsche 935             | 53  |     |     |     |     |     |     |     | 2   |     |     | DNF |     |     |     |     |     |
| 1978   | Vasek Polak Racing                   | Porsche 935                                 | DAY | SEB | MUG | TAL | DIJ | SIL | NÜR | LEM | MIS | DAY | WAT | VAL | ROD |     |     |     |     |
| 1978   | Vasek Polak Racing                   | Porsche 935                                 |     |     |     |     |     |     |     | DNF |     |     |     |     |     |     |     |     |     |
| 1979   | Vasek Polak                          | Porsche 935                                 | DAY | SEB | MUG | TAL | DIJ | RIV | SIL | NÜR | LEM | PER | DAY | WAT | SPA | BRH | ROA | VAL | ELS |
| 1979   | Vasek Polak                          | Porsche 935                                 |     |     | 3   |     |     |     |     |     |     |     |     |     |     |     |     |     |     |
| 1980   | Roy Woods                            | Chevrolet Monza                             | DAY | BRH | SEB | MUG | MON | RIV | SIL | NÜR | LEM | DAY | WAT | SPA | MOS | ROA | VAL | DIJ |     |
| 1980   | Roy Woods                            | Chevrolet Monza                             |     |     | DNF |     |     |     |     |     |     |     |     |     |     |     |     |     |     |
| 1981   | George Follmer                       | Toyota Celica                               | DAY | SEB | MUG | MON | RIV | SIL | NÜR | LEM | PER | DAY | WAT | SPA | MOS | ROA | BRH |     |     |
| 1981   | George Follmer                       | Toyota Celica                               |     |     |     |     |     |     |     |     |     |     | 14  |     |     |     |     |     |     |
| 1986   | Joest Racing                         | Porsche 956                                 | MON | SIL | LEM | NÜN | BRH | JER | NÜR | SPA | FUJ |     |     |     |     |     |     |     |     |
| 1986   | Joest Racing                         | Porsche 956                                 |     | 6   | 3   |     |     |     |     |     |     |     |     |     |     |     |     |     |     |